# 約南區
7°15′14″S 79°07′46″W / 7.2538°S 79.1295°W
約南區（西班牙語：Distrito de Yonán），是秘魯的一個區，位於該國北部卡哈馬卡大區的孔圖馬薩省，始建於1964年6月5日，面積547.3平方公里，海拔高度420米，2005年人口7,970，人口密度每平方公里15人。